# Grupo Bandeirantes de Comunicação
Grupo Bandeirantes de Comunicação (GBC) se refiere a un holding brasileño, de medios de comunicación fundado en 1937 en São Paulo, por João Jorge Saad.
Este conglomerado incluye 5 señales de radio, 5 de televisión; ambas con extensas redes por todo el país, más un periódico de circulación gratuita en el Metro de São Paulo, una operadora de televisión por cable, un portal en Internet y un sello discográfico, lo que lo convierte en el segundo holding más poderoso del Brasil, después de Grupo Globo, su más firme competidor.

## Propiedades
El grupo posee los siguientes bienes:

### Televisión terrestre
- Rede Bandeirantes
- Terra Viva
- Canal 21

### Televisión por cable
- BandNews TV (Canal de noticias)
- BandSports (Canal deportivo)
- Arte 1 (Canal de artes y cultura)
- SexPrivé (Canal erótico)
- AgroMais (Canal de agricultura)
- Sabor & Arte (Canal de culinaria)
- New Brasil (Versión internacional de Rede Bandeirantes)

### Radio
- Rádio Bandeirantes
- Band FM
- BandNews FM
- Nativa FM

### Otros
- Metro (distribuido gratuitamente con Metro International)
- Primeiramão (clasificados)
  - Super Auto
  - Classifoto Veículos
- Band Music
- Eyeworks